# Anomalon rufiventris
Anomalon rufiventris är en stekelart som beskrevs av Rudow 1883. Anomalon rufiventris ingår i släktet Anomalon och familjen brokparasitsteklar. Inga underarter finns listade i Catalogue of Life.